# Laponské území
Laponské území je název jedné ze švédských památek chráněných UNESCEM. Nachází se v kraji Norrbotten v sousedství norsko-švédské státní hranice. Celková rozloha je 9 404 km². Většina chráněného území se rozprostírá ve švédských národních parcích Muddus, Sarek, Padjelanta, Stora Sjöfallet a v rezervacích Sjaunja a Stubba. Na západě chráněného území ja ráz krajiny hornatý (Skandinávské pohoří), zatímco pro východní část jsou charakteristické rozlehlé roviny. Nacházejí se zde ledovce, mokřady, horské louky, lesy.
Region Laponska je již od prehistorického období obýván etnikem Sámů (Laponců), v 16. století začal být kolonizován Švédy. Sámové nadále praktikují svůj tradiční způsob života na základě sezónního přesunu stád sobů. Během léta se lidé i zvířata přesouvají do hor, zatímco zimu tráví v nižších polohách. Byly zde nalezeny skalní rytiny zobrazující různá zvířata i lidi.

## Galerie

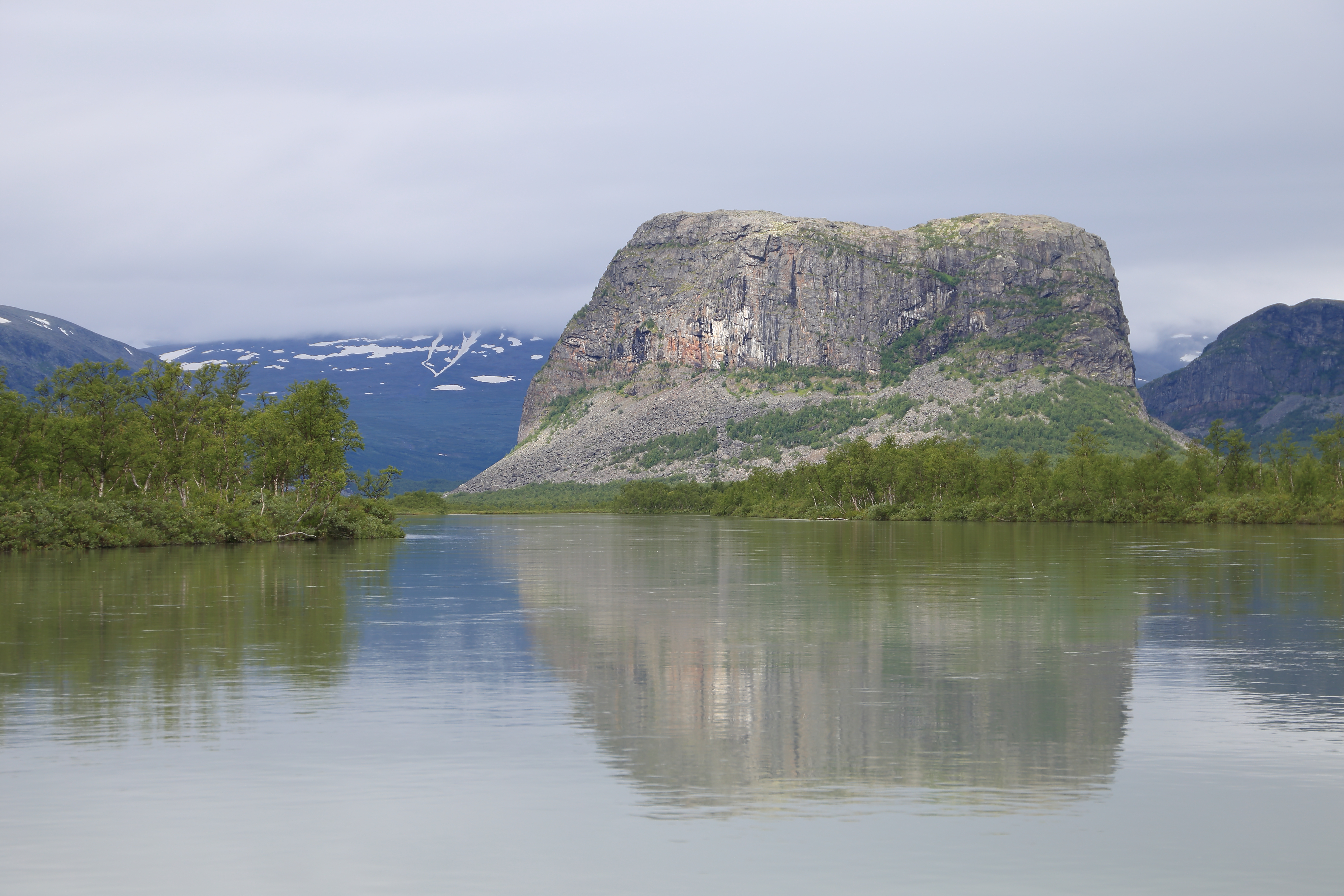
NP Sarek
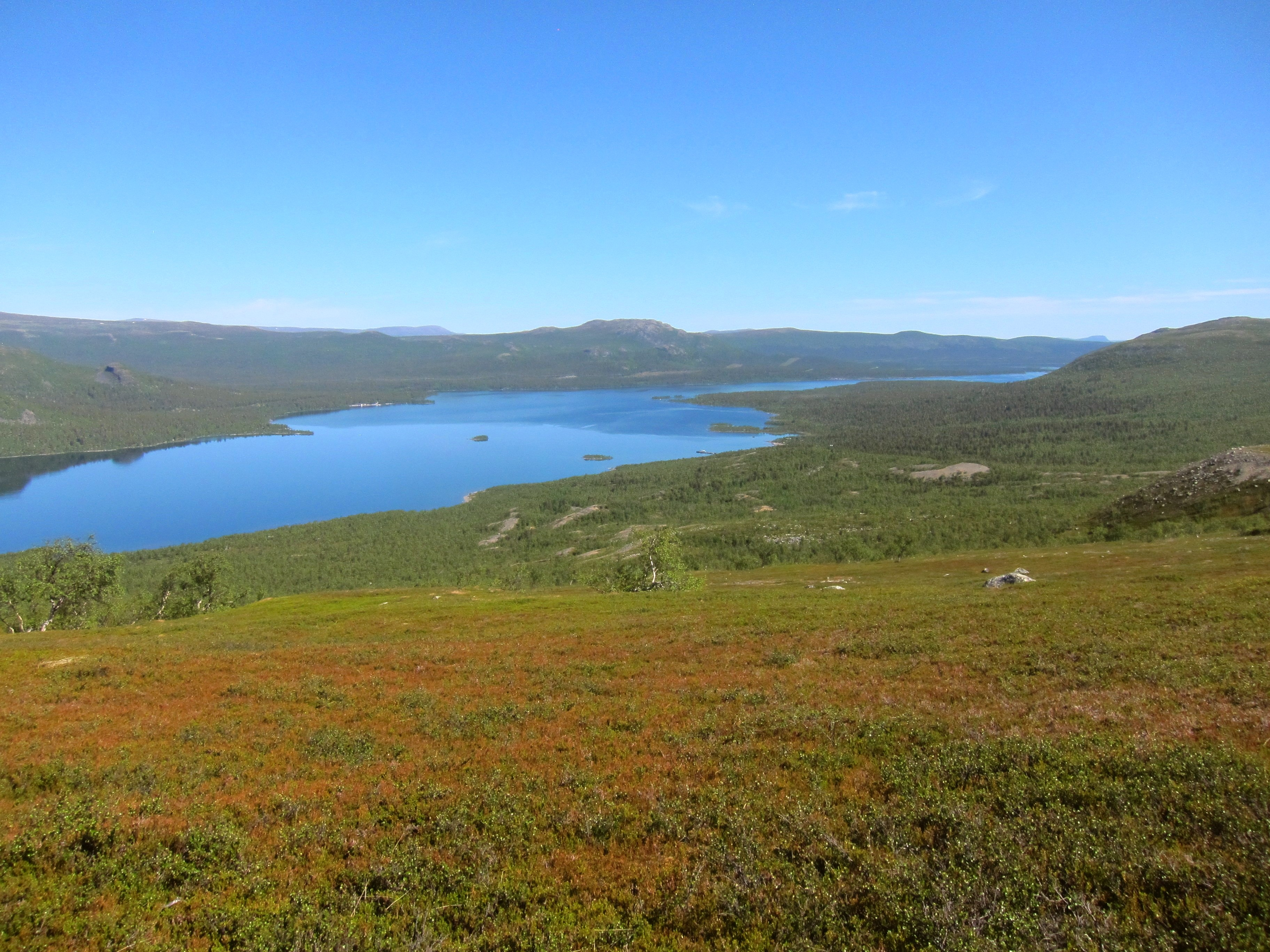
NP Stora Sjöfallet
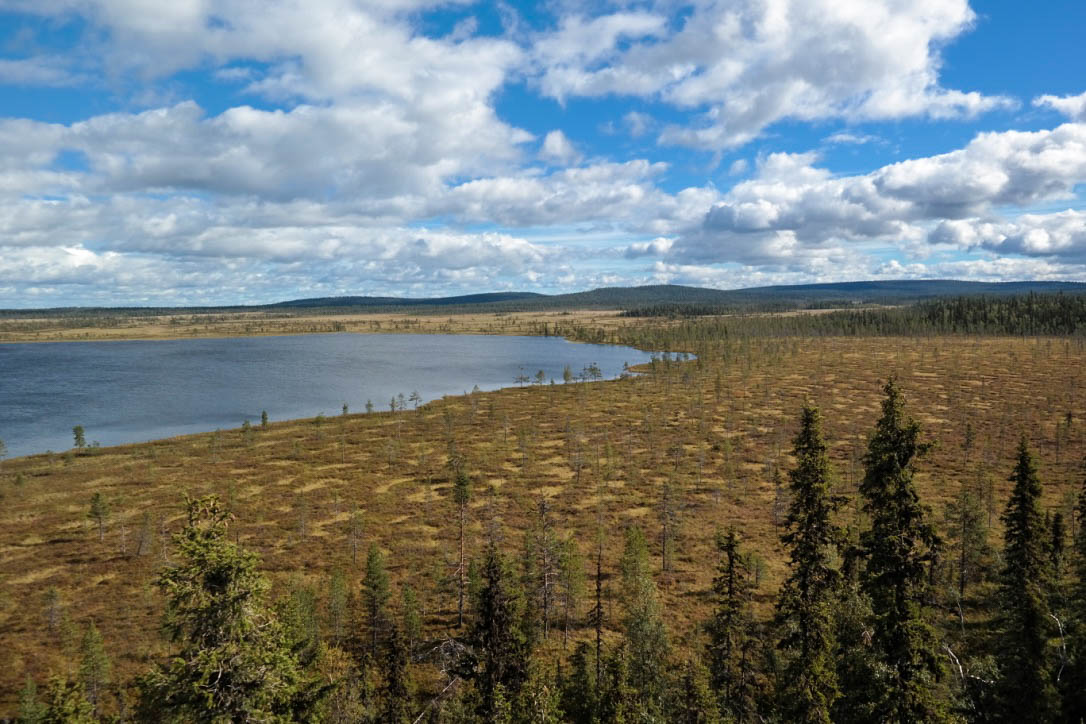
NP Muddus
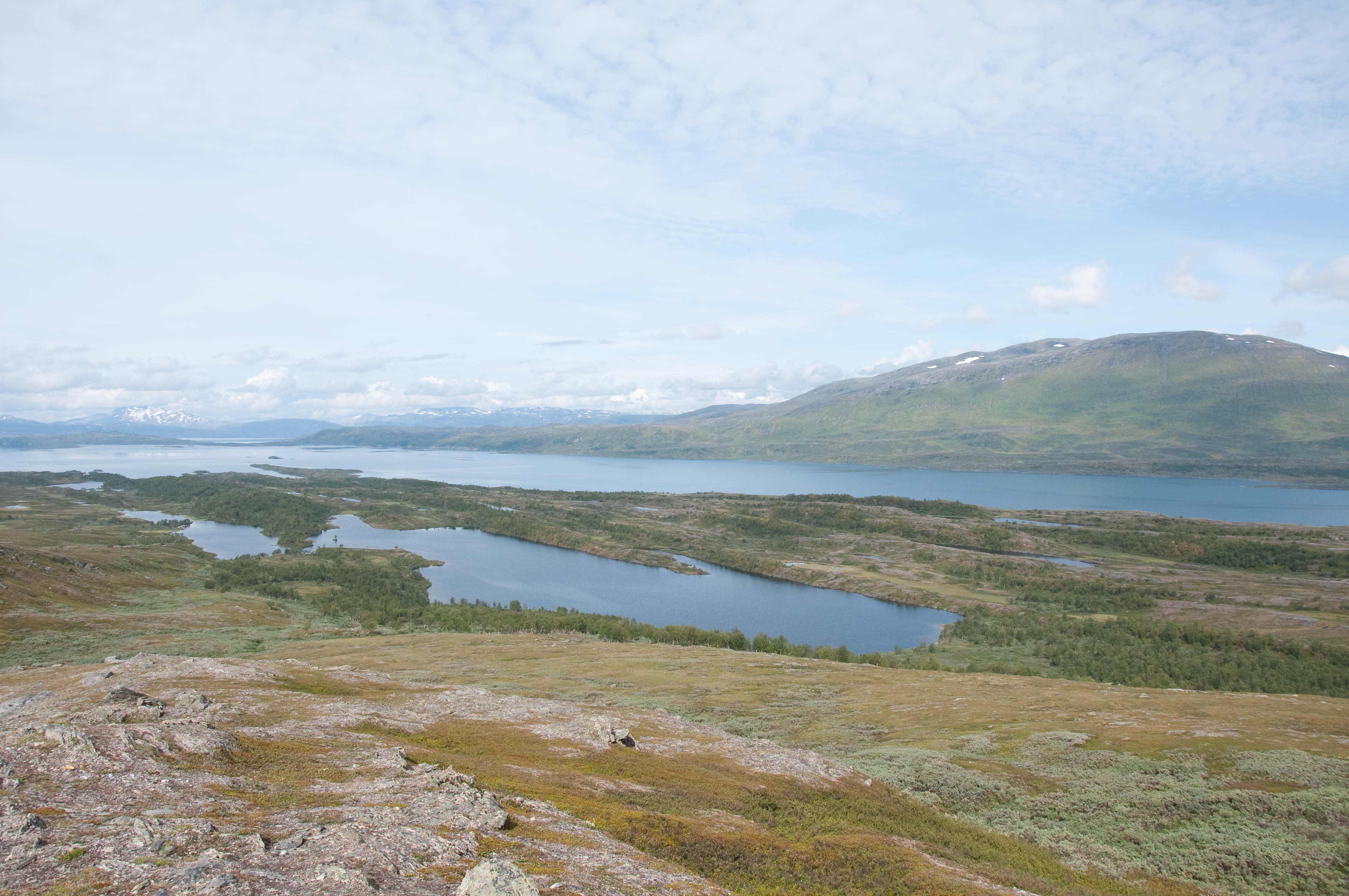
NP Padjelanta
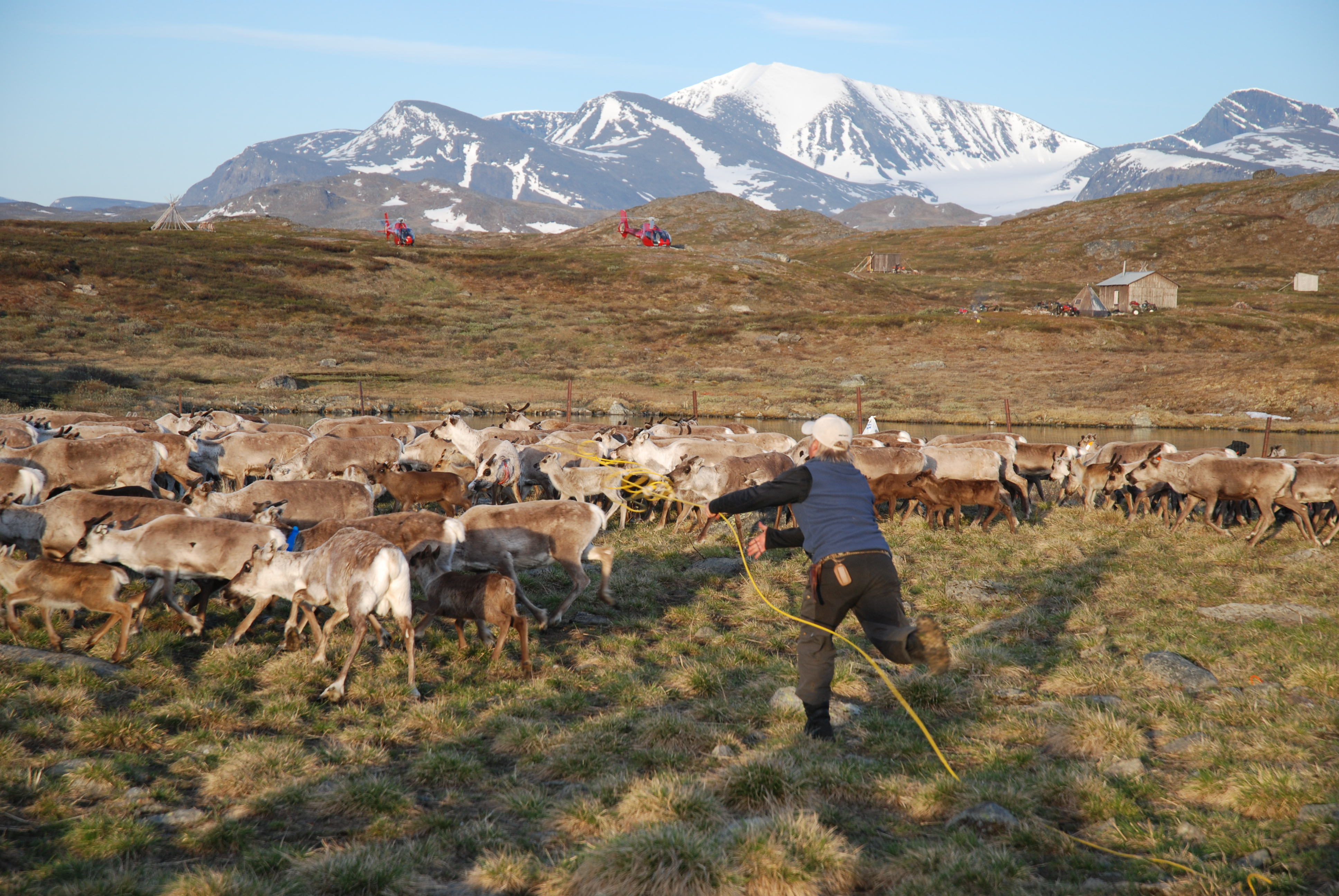
stádo sobů